# Villamar
Villamar ist eine italienische Gemeinde (comune) in der Provinz Medio Campidano auf Sardinien. Die Gemeinde liegt etwa 26 Kilometer nordöstlich von Villacidro und etwa 8 Kilometer nordöstlich von Sanluri.
Die Kirche San Giovanni Battista  (Johannes der Täufer) in Villamar ist eine gotisch-katalanische Kirche aus dem 16. Jahrhundert.

## Verkehr
Die Gemeinde liegt an der Strada Statale 197 di San Gavino e del Flumini von Guspini nach Nurallao.

## Persönlichkeiten
- Antonello Salis (* 1950), Jazz-Komponist